# Las Morillas

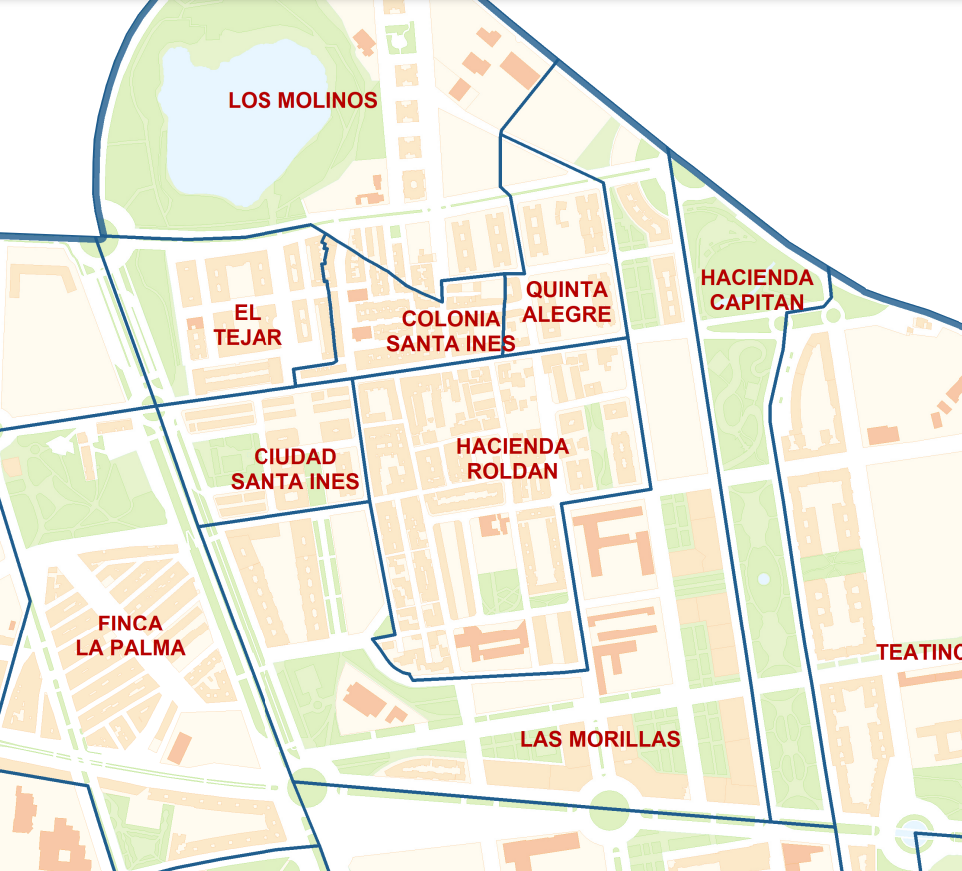
Plano de Las Morillas (Ayuntamiento de Málaga)

Las Morillas es un barrio perteneciente al distrito Teatinos-Universidad de la ciudad andaluza de Málaga, España. Según la delimitación oficial del Ayuntamiento, limita al norte con los barrios de Ciudad Santa Inés, Hacienda Roldán, Quinta Alegre y Los Molinos; al este, con Hacienda Capitán; al sur, con Hacienda Bizcochero; y al oeste, con Finca la Palma.

## Transporte
En autobús queda conectado mediante las siguientes líneas de la EMT: 
| Línea | Trayecto                               | Frecuencia                              |
| ----- | -------------------------------------- | --------------------------------------- |
| 8     | Alameda Principal - Hospital Clínico   | 13 minutos                              |
| 23    | Alameda Principal - Parque Cementerio  | 25-30 minutos                           |
| N4    | Alameda Principal - Puerto de la Torre | 23.30, 1.00 (Alameda) 0.15 (Pto. Torre) |